# گاملیتس
گاملیتس (به آلمانی: Gamlitz) یک منطقهٔ مسکونی در اتریش است که در لیبنیتس واقع شده‌است. گاملیتس ۳۴٫۵۱ کیلومتر مربع مساحت دارد ۲۷۸ متر بالاتر از سطح دریا واقع شده‌است.